# Barbara Zangerl
Barbara Zangerl (* 24. května 1988 Bludenz) je rakouská bouldristka a pětinásobná vítězka Melloblocca.

## Výkony a ocenění
- 2008: první ženský přelez bouldru obtížnosti 8B
- 2008: nominace na ocenění Salewa Rock Award
- 2006-2017: pět vítězství (nejvíce z žen) na mezinárodních boulderingových závodech Melloblocco na přírodních kamenech pod širým nebem v údolí Val di Mello

### Závodní výsledky
| Melloblocco | Melloblocco | Melloblocco | Melloblocco | Melloblocco | Melloblocco |
| Rok         | 2006        | 2008        | 2011        | 2013        | 2017        |
| ----------- | ----------- | ----------- | ----------- | ----------- | ----------- |
| Bouldering  | 1           | 1           | 1           | 1           | 1           |

| Světový pohár | Světový pohár |
| Rok           | 2006          |
| ------------- | ------------- |
| Bouldering    | ?             |
| jednotlivě    | ,30-32,       |

* pozn.: její jediný závod v databázi IFSC, nalevo jsou poslední závody v roce

### Bouldering
- 2008: Pura vida, 8B, Švýcarsko - první ženský přelez bouldru 8B

### Skalní lezení
- 3 volné přelezy cest na El Capitan v Yosemitech - první ženský přelez
  - 2015: El Nino - první ženský přelez
  - 2016: Zodiac - první ženský přelez
  - 2017: Magic Mushroom - první ženský přelez
- přelez Alpské trilogie (Kaisers neue Kleider, Silbergeier, End of Silence) - první ženský přelez
- sportovní cesty do 9a (Speed Intégrale, Voralpsee)